# بروس ولف
بروس ولف (بالإنجليزية: Bruce Wolfe)‏ هو فنان أمريكي، ولد في 29 مارس 1941 في سانتا مونيكا في الولايات المتحدة.